# Dubany
Dubany település Csehországban, Pardubicei járásban. Dubany Třebosice, Čepí, Dřenice és Starý Mateřov településekkel határos. Lakosainak száma 331 fő (2024. január 1.).

## Népesség
A település lakosságának változását az alábbi diagram mutatja:
| Lakosok száma | 225  | 240  | 346  | 301  | 187  | 183  | 266  | 278  | 304  | 331  |
|               | 1869 | 1890 | 1921 | 1950 | 1980 | 2001 | 2017 | 2019 | 2022 | 2024 |

## Híres személyek
- Ludwig Dupal labdarúgó, edző